# J'adore
J'adore è un singolo della cantante rumena Inna, scritto e prodotto dai Play & Win con Inna, lanciato il 5 novembre 2012 come quarto singolo dall'album Party Never Ends. Il brano venne pubblicato in formato "Digital Remixes EP" in vari paesi del mondo. Il video musicale del singolo è stato pubblicato su YouTube il 7 novembre 2012 in cui si vede la cantante fare attività fisica mentre il testo del brano appare in primo piano per tutto il video. Inna ha cantato live J'Adore al "Grandma-Wow Sessions" insieme alla canzone Inndia.

## Tracce
- Romania Airplay Release (2012)[1]

1. J'adore - 3:16

- Francia Remixes EP (2012)[2]

1. J'adore - 3:16
2. J'adore (Luke Jeferson Remix Edit) - 3:20
3. J'adore (Nieggman Radio Edit) - 4:11
4. J'adore (Extended Version) - 4:15
5. J'adore (Luke Jeferson Remix Extended) - 6:07
6. J'adore (Nieggman Remix) - 4:36
7. J'adore (Dj Turtle & Steve Lorentis Remix) - 5:28
8. J'adore (Tha Groove Junkeez Remix) - 6:00

- Internatioinal Remixes EP (2012)[3]

1. J'adore - 3:16
2. J'adore (Dj Turtle & Steve Lorentis Remix) - 5:28
3. J'adore (Extended Version) - 4:15
4. J'adore (Luke Jeferson Remix Edit) - 3:20
5. J'adore (Luke Jeferson Remix Extended) - 6:07
6. J'adore (Tha Groove Junkeez Remix) - 6:00
7. J'adore (Odd Remix Edit) - 3:05
8. J'adore (Odd Remix) - 5:18

- Romania Digital Remixes (2013)[4]

1. J'adore (Axel Bless & Swanson Remix) - 5:36
2. J'adore (Nieggman Radio Edit) - 4:11
3. J'adore - 3:16

## Pubblicazione
| Nazione | Data             | Formato            | Etichetta       |
| ------- | ---------------- | ------------------ | --------------- |
| Romania | 5 novembre 2012  | Airplay            | Roton           |
| Francia | 13 dicembre 2012 | Digital Remixes EP | Airplay Records |
| Mondo   | 20 dicembre 2012 | Digital Remixes EP | Roton           |
| Romania | 5 novembre 2012  | Digital Remixes    | Roton           |